# Hannah Britland
Hannah Britland (ur. 2 lutego 1990 w Preston) – brytyjska aktorka.
Wystąpiła m.in. jako Sam w serialu Fresh Meat, Melissa Wilson w serialu Niewinny oraz z roli Abigail w serialu Lovesick. Pojawiła się też w australijskiej operze mydlanej Zatoka serc, w której grała rolę Lindy Somerset.